# ميغيل أنطونيو كارو
ميغيل أنطونيو كارو (بالإسبانية: Miguel Antonio Caro) (و. 1845 – 1909 م) هو سياسي، وشاعر، وكاتب من كولومبيا ولد في بوغوتا.